# Station Sarbiewo
Station Sarbiewo is een spoorwegstation in de Poolse plaats Sarbiewo.